# Réserve nationale de faune de la baie de l'Isle-Verte
La réserve nationale de faune de la baie de l'Isle-Verte est l'une des 8 réserve nationale de faune du Canada située au Québec. Elle protège l'un des plus vastes marais à spartines au Québec.
Situé dans les municipalités de L'Isle-Verte et de Cacouna, dans la Rivière-du-Loup (MRC), ce marais salé parsemé de marelles (petits étangs naturels) constitue la principale aire de reproduction du canard noir en Amérique du Nord puisque c’est l’endroit qui compte la plus grande densité de nids.
La notoriété de la Réserve nationale de faune de la baie de L’Isle-Verte vient du fait que ce lieu humide est le dernier du genre de l’estuaire moyen du Saint-Laurent, puisque ceux en amont ont été partiellement ou totalement détruits. Les recensements ont permis d’identifier plus de 260 espèces d’oiseaux, dont 60 espèces nichent sur place. Pour les milliers de canards, d’oies des neiges et autres oiseaux de rivage, la réserve sert essentiellement de lieu de repos, d’alimentation et de reproduction.
Des sentiers d’observation et d’interprétation permettent l’accès à la réserve. Située à l’est du village de L'Isle-Verte, la maison Girard sert de centre d’interprétation pour les visiteurs de la Réserve.

## Géographie

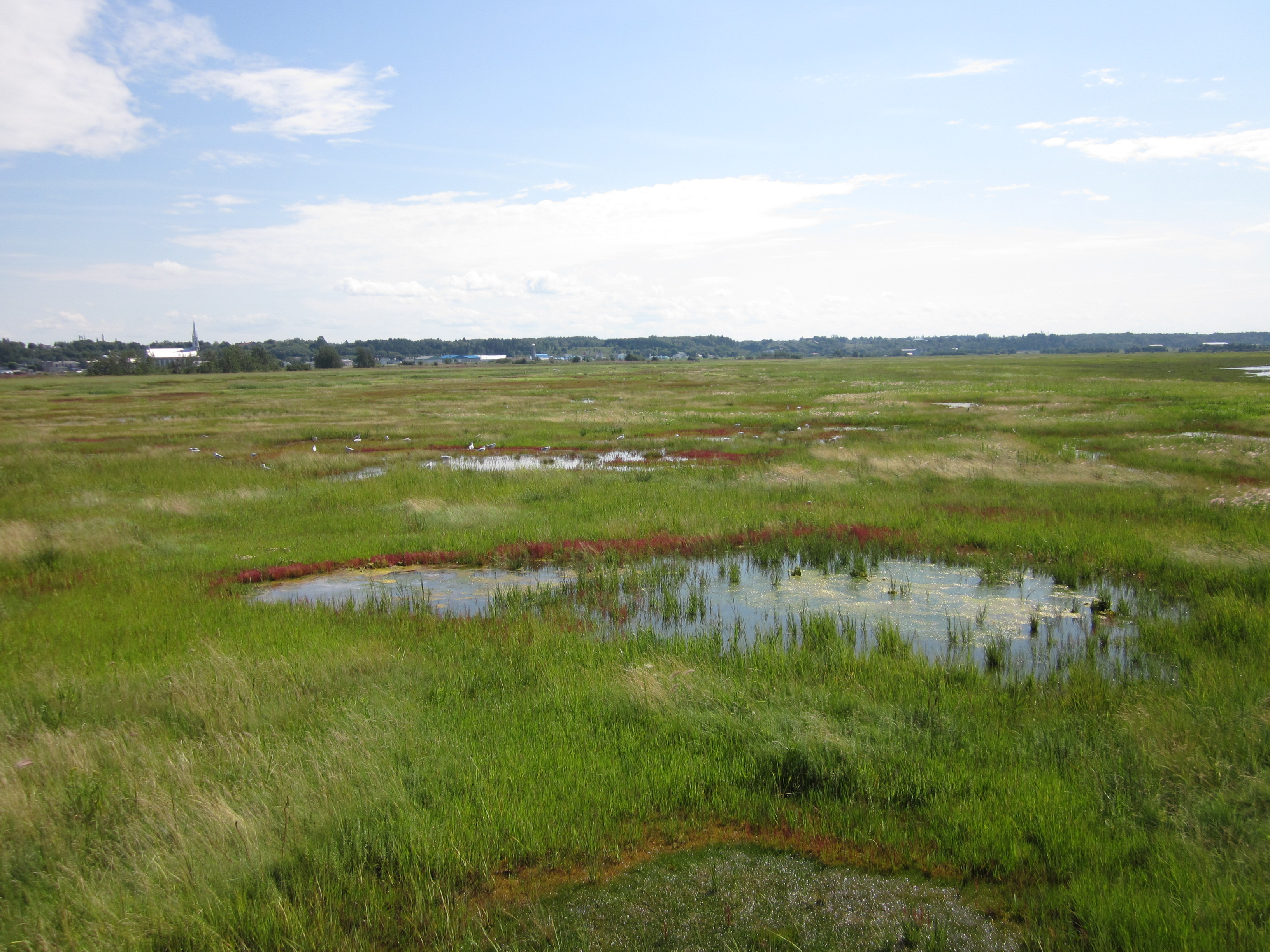
Marais de la baie de l'Isle-Verte

La réserve est localisée à 30 km à l'Est de Rivière-du-Loup, dans la municipalité de L'Isle-Verte. Elle comprend une mince bande riveraine de près de 20 km ayant une superficie de 534 ha. Elle comprend le plus vaste marais à spartine du Sud du Québec. La réserve est située dans la baie de l'Isle-Verte, qui a été désignée comme site Ramsar. Elle fait aussi partie de la zone importante pour la conservation des oiseaux des marais de la baie de L'Isle-Verte.

## Milieu naturel
Plus de 130 espèces d'oiseaux fréquentent la réserve. Près de 35 000 oiseaux migrateurs passent par le site au printemps et 10 000 en automne. Les principales espèces qui passent par la baie de l'Isle-Verte sont l'oie des neiges (Chen caerulescens), la bernache du Canada (Branta canadensis), le canard noir (Anas rubripes), la sarcelle à ailes vertes (Anas carolinensis), le canard pilet (Anas acuta) et l'eider à duvet (Somateria mollissima).
Environ 60 espèces d'oiseaux y nichent. Il s'agit du plus important lieu de reproduction du canard noir au Québec. En plus du Canard noir, la réserve sert de lieu de reproduction pour le carouge à épaulettes (Agelaius phoeniceus), le bruant chanteur (Melospiza melodia), la paruline masquée (Geothlypis trichas) et le bruant de Nelson (Ammodramus nelsoni).
Les mammifères qui fréquentent la réserve sont le lièvre d'Amérique (Lepus americanus), le porc-épic d'Amérique (Erethizon dorsata), l'écureuil roux (Tamiasciurus hudsonicus), la marmotte commune (Marmota monax), le rat musqué (Ondatra zibethicus), le renard roux (Vulpes vulpes) et le vison d'Amérique (Neovison vison).

## Histoire
La réserve nationale de faune de la baie de l'Isle-Verte a été créée en 1980 dans le but de protéger l'un des plus importants marais à spartine, un milieu essentiel au Canard noir. Le 27 mai 1987 la baie de l'Isle-Verte, qui comprend la réserve, a été désignée comme site Ramsar.

## Infrastructures et services
Les activités et services sont offerts par la corporation PARC Bas-Saint-Laurent, au sein du parc côtier Kiskotuk. Cette dernière exploite un centre d'interprétation à l'intérieur de la maison Girard. Il y a 6 km de sentiers situé à même la réserve. La chasse à la sauvagine y est permise au cours de l'automne.

## Refuge d'oiseaux migrateurs
En plus de la réserve, le refuge d'oiseaux de L'Isle-Verte a été créé en 1986 dans le but de protéger une aire de migration de l'oie des neiges, de la bernache du Canada et de nombreux canards migrateurs.